# ヘーロピレー

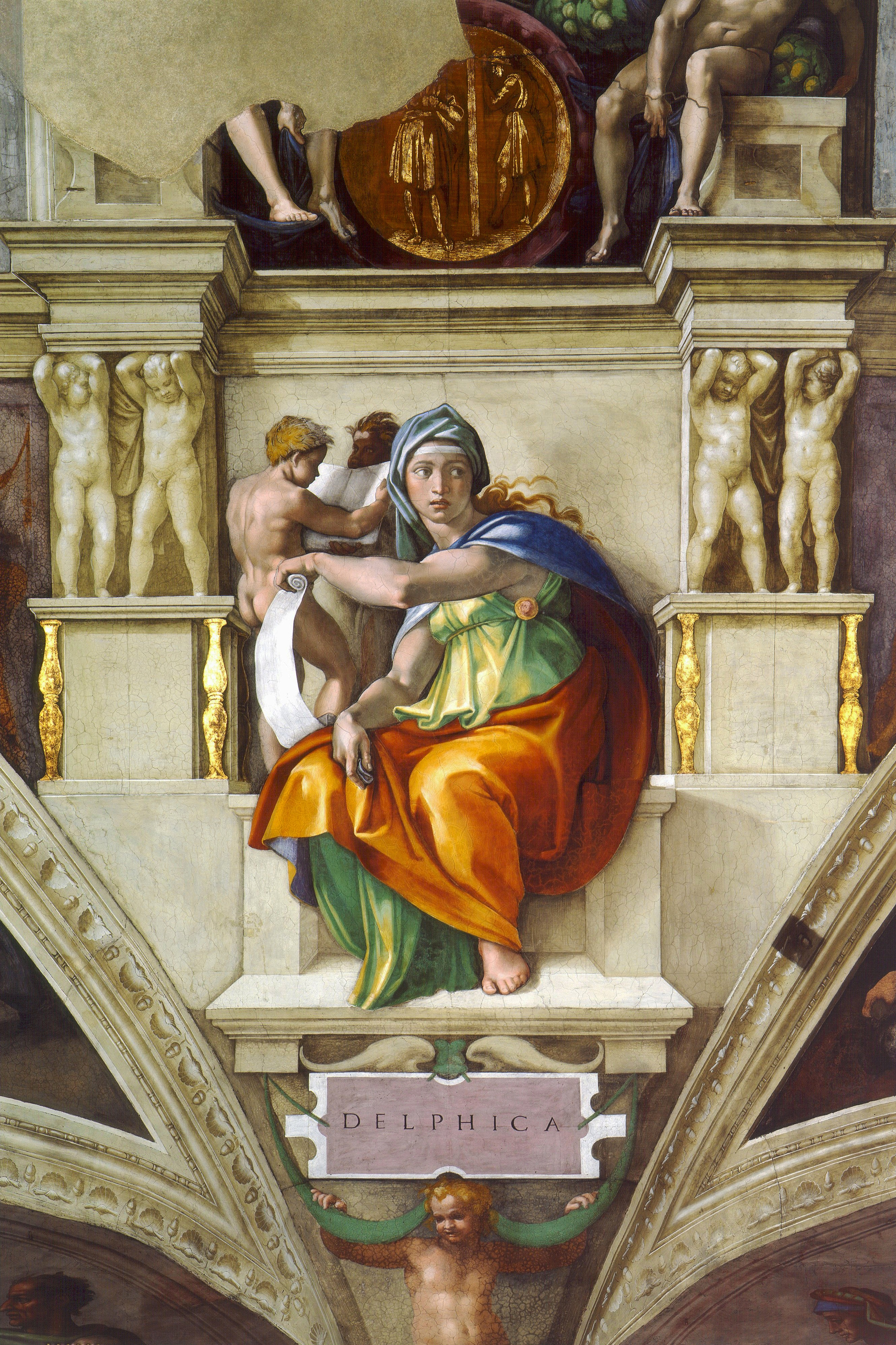
ミケランジェロ・ブオナローティのフレスコ画『デルポイの巫女』。1509年。ローマのシスティーナ礼拝堂天井画。

ヘーロピレー（古希: Ἑροφίλη, Hērophilē, 英: Herophile）は、ギリシア神話の女性である。長母音を省略してヘロピレ、ヘロフィレとも表記される。トローアス地方のイーダー山のニュムペーと人間の男の娘。ポーキス地方にあるアポローン最大の聖地デルポイで神託を告げたデルポイのシビュラとされる。一説によるとエリュトライのシビュラ。

## 系譜伝承
旅行家パウサニアースによると、デルポイのシビュラはヘーロピレーという名前であった。パウサニアースはデロス島の伝承を挙げ、ヘーロピレーの母はイーダー山の不死のニュムペーであり、父はイーダー山中の都市マルペーッソスの男であったと述べている。マルペーッソス市はパウサニアースの時代には廃墟となっており、わずかな住人しか住んでいなかった。デロス島にはヘーロピレーが作ったとされるアポローン讃歌やあるいは神託の詩句が伝わっており、この出自は神託の詩句の中でヘーロピレー自身が述べたものとされていた。パウサニアースは両親の名前については言及していないものの、後段で母親の異名がイーダイアーであることを明かしている。一方、イオーニア地方の都市エリュトライは独自の説を主張しており、デロス島の伝承を否定し、ヘーロピレーをニュムペーと同地の羊飼いのテオドーロスの娘としていた。

## 神話

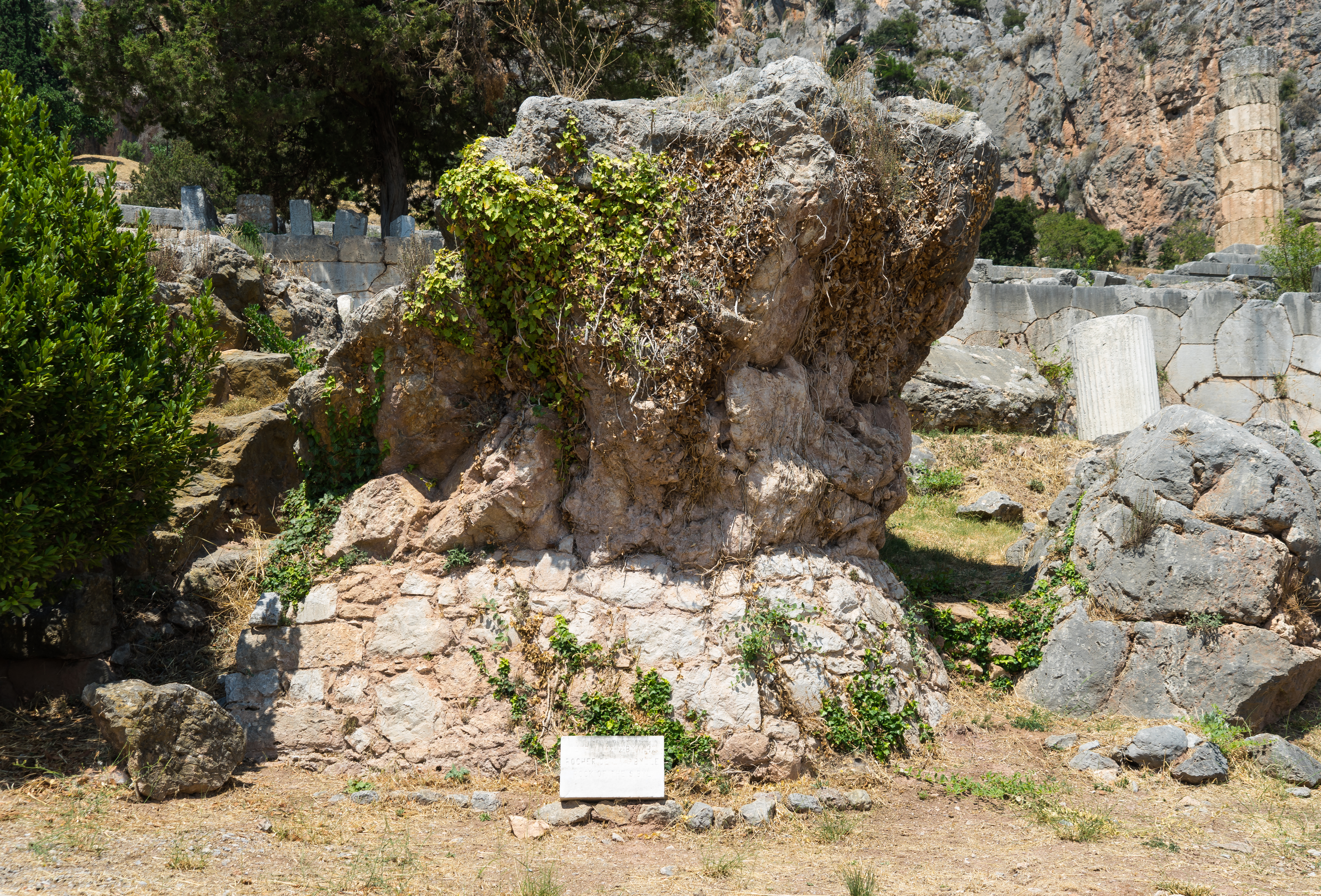
シビュラが神託を告げたと伝えられるシビュラの岩。アテナイ人の宝庫の近くにある。2018年撮影。

パウサニアースはリビュアのシビュラを最古のシビュラとしており、ヘーロピレーはその後に生まれたが、それでもトロイア戦争よりも以前の時代であったと述べている。ヘーロピレーはトロイア戦争が勃発することを予言したとされ、具体的には神託の中でアジアとヨーロッパを破滅させるためにスパルタでヘレネーが育てられ、トロイアはヘレネーが原因で陥落すると予言したという。トローアス地方の都市アレクサンドレイアではヘーロピレーはアポロン・スミンテウス神殿の守り人であったと伝えられている。トローイア王妃ヘカベーがパリスを出産する際に、燃え木を産み、その火がトローイア全市に燃え広がるという夢を見たが、同地ではこの夢についてヘーロピレーが神託を下したと伝えられていた。
彼女は生涯の大半をサモス島で過ごしたのち、アポローンの聖地であるコロポーンのクラロスや、エーゲ海のデロス島、デルポイに赴いた。最終的に彼女はトローアス地方で死去し、アポロン・スミンテウス神殿に墓があった。デロス島では神がかり状態となってアポローン讃歌や神託の詩句を歌った。讃歌の中でヘーロピレーは自身をアルテミスと呼び、ときにアポロンの正妻であり、姉妹であり、娘であると歌ったという。
10世紀にまとめられた辞典『スーダ』でも、デルポイのシビュラはアルテミスとも呼ばれ、トロイア戦争以前に生まれ、詩で神託を記したと述べている。しかし別の箇所ではヘーロピレーはエリュトライのシビュラでもあり、3冊の神託の書を著したが、訪れたローマで軽蔑されたのち、2冊を燃やしたとも述べている。
四大ラテン教父の1人の聖ヒエロニムスは『年代記』の中で、前712年あるいはエジプト王ネコ1世時代の前666年に、サモス島にヘーロピレーという名前の有名なシビュラがおり、人々の間で高貴な人物と見なされていたと述べている。